# OLiS
OLiS (Oficjalna Lista Sprzedaży) – cotygodniowa lista przebojów, klasyfikująca 100 najpopularniejszych albumów muzycznych na terenie Polski. Jest przygotowywana i publikowana w Internecie od 2000 roku przez Związek Producentów Audio-Video, polskie stowarzyszenie gromadzące dane na temat rodzimego przemysłu muzycznego. Układana jest na podstawie danych o sprzedaży nośników fizycznych oraz odtworzeniach w serwisach strumieniowych. Każda lista zawiera statystyki w przedziale czasowym od piątku do czwartku i jest publikowana zwyczajowo w następny czwartek.
Pierwsza lista OLiS została opublikowana 23 października 2000. Do notowania z 5 stycznia 2023 OLiS składał się z 50 albumów, gromadzonych tylko na podstawie sprzedaży nośników fizycznych. 16 stycznia 2023 Związek Producentów Audio-Video ogłosił, że począwszy od aktualnego notowania na wynik OLiS poza sprzedażą fizyczną mają wpływ także odtworzenia w serwisach strumieniowych, ponadto lista została rozszerzona do 100 pozycji.
Poza główną listą OLiS Związek Producentów Audio-Video publikuje także 3 dodatkowe notowania popularności albumów w Polsce:
- OLiS – albumy fizycznie (od 16 stycznia 2023), zawierające 100 najlepiej sprzedających się albumów na nośnikach fizycznych, czyli według zasad głównej OLiS sprzed reformy w 2023,
- OLiS – albumy w streamie (od 16 stycznia 2023), zawierające 100 albumów najczęściej odtwarzanych w serwisach strumieniowych,
- OLiS – albumy – winyle (od 1 czerwca 2017), zawierające 50 (do 5 stycznia 2023 tylko 30) najlepiej sprzedających się płyt gramofonowych[5].

## Zasady sporządzania
Dane na temat sprzedaży fizycznej albumów są raportowane przez sklepy i wydawców oraz gromadzone przez agencję badawczą Kantar Polska (do 2019 przez TNS Polska, która została wchłonięta przez Kantar Polska). Składają się na nie egzemplarze kupione w sklepach stacjonarnych i internetowych oraz poprzez alternatywne sposoby, na przykład podczas koncertów.
Dane o odtworzeniach w serwisach strumieniowych są gromadzone i analizowane przez brytyjską firmę Ranger na podstawie czterech usług: Spotify, YouTube, Apple Music i Deezer. Dane z serwisu YouTube obejmują także podległe mu usługi YouTube Music i YouTube Premium. Nie są brane pod uwagę odtworzenia utworów krótsze niż 30 sekund i wykorzystania w treściach wideo tworzonych przez użytkowników. Ponadto stosowany jest limit, wedle którego odtworzenia pojedynczego utworu nie mogą przekraczać 70% łącznych odtworzeń piosenek z albumu.
W przypadku istnienia reedycji lub wersji alternatywnych albumów, które zawierają całość wydania pierwotnego, dane o ich popularności są wliczane do danych wydania pierwotnego.

## Listy numerów jeden
- Albumy numer jeden w roku 2000 (Polska)
- Albumy numer jeden w roku 2001 (Polska)
- Albumy numer jeden w roku 2002 (Polska)
- Albumy numer jeden w roku 2003 (Polska)
- Albumy numer jeden w roku 2004 (Polska)
- Albumy numer jeden w roku 2005 (Polska)
- Albumy numer jeden w roku 2006 (Polska)
- Albumy numer jeden w roku 2007 (Polska)
- Albumy numer jeden w roku 2008 (Polska)
- Albumy numer jeden w roku 2009 (Polska)
- Albumy numer jeden w roku 2010 (Polska)
- Albumy numer jeden w roku 2011 (Polska)
- Albumy numer jeden w roku 2012 (Polska)
- Albumy numer jeden w roku 2013 (Polska)
- Albumy numer jeden w roku 2014 (Polska)
- Albumy numer jeden w roku 2015 (Polska)
- Albumy numer jeden w roku 2016 (Polska)
- Albumy numer jeden w roku 2017 (Polska)
- Albumy numer jeden w roku 2018 (Polska)
- Albumy numer jeden w roku 2019 (Polska)
- Albumy numer jeden w roku 2020 (Polska)
- Albumy numer jeden w roku 2021 (Polska)
- Albumy numer jeden w roku 2022 (Polska)
- Albumy numer jeden w roku 2023 (Polska)
- Albumy numer jeden w roku 2024 (Polska)
- Albumy numer jeden w roku 2025 (Polska)

## Najlepiej sprzedające się albumy rok po roku
| Rok  | Tytuł                             | Wykonawca                      | Sprzedaż | Źr.    |
| ---- | --------------------------------- | ------------------------------ | -------- | ------ |
| 2001 | Ad. 4                             | Ich Troje                      | 687 000  | [ 9 ]  |
| 2002 | Po piąte... a niech gadają        | Ich Troje                      | 385 000  | [ 10 ] |
| 2003 | The Best of Ich Troje             | Ich Troje                      | 172 000  | [ 11 ] |
| 2004 | To, co w życiu ważne              | Krzysztof Krawczyk             | 90 000   | [ 12 ] |
| 2005 | In the Room                       | Krzysztof Kiljański            | 68 000   | [ 13 ] |
| 2006 | Psałterz wrześniowy               | Piotr Rubik i Zbigniew Książek | 151 000  | [ 14 ] |
| 2007 | RMF FM Najlepsza muzyka po polsku | różni wykonawcy                | nieznana | [ 15 ] |
| 2008 | Feel                              | Feel                           | nieznana | [ 16 ] |
| 2009 | King of Pop                       | Michael Jackson                | nieznana | [ 17 ] |
| 2010 | Soldier of Love                   | Sade                           | nieznana | [ 18 ] |
| 2011 | 21                                | Adele                          | 100 000  | [ 19 ] |
| 2012 | Myśliwiecka                       | Artur Andrus                   | 60 000   | [ 20 ] |
| 2013 | Comfort and Happiness             | Dawid Podsiadło                | nieznana | [ 21 ] |
| 2014 | Mini World                        | Indila                         | nieznana | [ 22 ] |
| 2015 | 25                                | Adele                          | nieznana | [ 23 ] |
| 2016 | Życie po śmierci                  | O.S.T.R.                       | nieznana | [ 24 ] |
| 2017 | Egzotyka                          | Quebonafide                    | nieznana | [ 25 ] |
| 2018 | Małomiasteczkowy                  | Dawid Podsiadło                | nieznana | [ 26 ] |
| 2019 | Małomiasteczkowy                  | Dawid Podsiadło                | nieznana | [ 27 ] |
| 2020 | Romantic Psycho                   | Quebonafide                    | nieznana | [ 28 ] |
| 2021 | Irenka                            | Sanah                          | nieznana | [ 29 ] |
| 2022 | Uczta                             | Sanah                          | nieznana | [ 30 ] |
| 2023 | 1-800-Oświecenie                  | Taco Hemingway                 | nieznana | [ 31 ] |
| 2024 | Kaprysy                           | Sanah                          | nieznana | [ 32 ] |

## Statystyki
Opracowano na podstawie archiwów OLiS.

### Albumy z największą liczbą tygodni na pierwszym miejscu
| Liczba | Album                    | Wykonawcy                      | Lata            | Źr.    |
| ------ | ------------------------ | ------------------------------ | --------------- | ------ |
| 26     | Feel                     | Feel                           | 2007–2008       | [ 34 ] |
| 17     | Ad. 4                    | Ich Troje                      | 2001            | [ 35 ] |
| 12     | Po piąte… a niech gadają | Ich Troje                      | 2002            | [ 36 ] |
| 12     | Psałterz wrześniowy      | Zbigniew Książek i Piotr Rubik | 2006–2007       | [ 37 ] |
| 12     | Myśliwiecka              | Artur Andrus                   | 2012            | [ 38 ] |
| 11     | Ten New Songs            | Leonard Cohen                  | 2001–2002       | [ 39 ] |
| 10     | Uczta                    | Sanah                          | 2022            | [ 40 ] |
| 9      | Loose                    | Nelly Furtado                  | 2007            | [ 41 ] |
| 9      | MTV Unplugged            | Kult                           | 2010–2011, 2014 | [ 42 ] |
| 9      | 21                       | Adele                          | 2011–2012       | [ 43 ] |
| 8      | Nieprzyzwoite piosenki   | Anita Lipnicka i John Porter   | 2003–2004       | [ 44 ] |
| 8      | Osiecka                  | Katarzyna Nosowska             | 2008–2009       | [ 45 ] |

### Wykonawcy z największą liczbą albumów na pierwszym miejscu
| Liczba | Wykonawca           | Albumy (chronologicznie) |
| ------ | ------------------- | --- |
| 18     | Kazik Staszewski    | 1. Yugoton (w ramach Yugoton) 2. Melodie Kurta Weill’a i coś ponadto 3. Salon Recreativo (w ramach Kultu) 4. Występ (w ramach Kazik na Żywo) 5. Czterdziesty pierwszy 6. Los się musi odmienić 7. Poligono Industrial (w ramach Kultu) 8. Hurra! (w ramach Kultu) 9. MTV Unplugged (w ramach Kultu) 10. Bar La Curva / Plamy na słońcu (w ramach Kazik na Żywo) 11. Prosto (w ramach Kultu) 12. Wstyd (w ramach Kultu) 13. Zaraza 14. Live Pol’and’Rock Festival 2019 (w ramach Kultu) 15. Ostatnia płyta (w ramach Kultu) 16. XLI (w ramach Kultu) 17. Po moim trupie 18. Kult Tenerife 29.11.2024 (w ramach Kultu) |
| 13     | O.S.T.R.            | 1. Ja tu tylko sprzątam 2. Tylko dla dorosłych 3. Ostatnia szansa tego rapu (w ramach Tabasko) 4. Haos 5. Kartagina 6. Podróż zwana życiem 7. Życie po śmierci 8. W drodze po szczęście 9. Instrukcja obsługi świrów 10. Gniew 11. Hao2 12. 042 requiem 13. Diaporama |
| 10     | Katarzyna Nosowska  | 1. Yugoton (w ramach Yugoton) 2. Music Music (w ramach Hey) 3. UniSexBlues 4. MTV Unplugged (w ramach Hey) 5. Osiecka 6. Miłość! Uwaga! Ratunku! Pomocy! (w ramach Hey) 7. 8 8. Basta 9. Poeci polskiej piosenki: Jeśli wiesz co chcę powiedzieć… 10. Męskie Granie 2019 (w ramach Męskie Granie Orkiestry 2019) |
| 10     | Kult                | 1. Salon Recreativo 2. Poligono Industrial 3. Hurra! 4. MTV Unplugged 5. Prosto 6. Wstyd 7. Live Pol’and’Rock Festival 2019 8. Ostatnia płyta 9. XLI 10. Kult Tenerife 29.11.2024 |
| 8      | Białas              | 1. H8M4 2. H8M5 3. Hotel Maffija (w ramach SB Maffiji) 4. Diamentowy las 5. Hotel Maffija 2 (w ramach SB Maffiji) 6. Newcomer 7. Hotel Maffija 3 (w ramach SB Maffiji) 8. Polonn |
| 8      | Dawid Podsiadło     | 1. Comfort and Happiness 2. Annoyance and Disappointment 3. Małomiasteczkowy 4. Leśna muzyka (live, czyli na żywo) 5. Męskie Granie 2021 (w ramach Męskie Granie Orkiestry 2021) 6. Lata dwudzieste 7. Przed i po 8. Tylko haj |
| 8      | Taco Hemingway      | 1. Szprycer 2. Soma 0,5 mg (w ramach Taconafide) 3. Café Belga 4. Pocztówka z WWA, lato ’19 5. Jarmark 6. club2020 (w ramach club2020) 7. 1-800-Oświecenie 8. Trójkąt warszawski |
| 8      | Tede                | 1. Vanillahajs 2. Keptn’ 3. Skrrrt 4. Karmagedon 5. Disco Noir 6. Ka$ablanca 7. 3H: Hajp Hajs Hejt 8. Vox Veritatis |
| 8      | White 2115          | 1. Rockstar: Do zachodu słońca 2. Hotel Maffija (w ramach SB Maffiji) 3. Diamentowy las 4. Hotel Maffija 2 (w ramach SB Maffiji) 5. Pretty Boy 6. Rodzinny biznes 7. Hotel Maffija 3 (w ramach SB Maffiji) 8. Rockst4r |
| 7      | Bedoes              | 1. Aby śmierć miała znaczenie 2. Kwiat polskiej młodzieży 3. Opowieści z Doliny Smoków 4. Hotel Maffija (w ramach SB Maffiji) 5. Rewolucja romantyczna 6. Hotel Maffija 2 (w ramach SB Maffiji) 7. Rodzinny biznes (w ramach 2115) |
| 7      | Peja i Slums Attack | 1. Reedukacja 2. CNO2 3. Remisja 4. G.O.A.T. 5. 2050 6. Black Album 7. Depeche_mood |
| 7      | PRO8L3M             | 1. Ground Zero Mixtape 2. Widmo 3. Art Brut 2 4. Fight Club 5. club2020 (w ramach club2020) 6. PROXL3M 7. Art Brut 1 Remixed |
| 7      | Sanah               | 1. Królowa dram 2. Irenka 3. Uczta 4. Sanah śpiewa poezyje 5. Kaprysy 6. Pianinkowe kaprysy 7. Dwoje ludzieńków |
| 6      | Leonard Cohen       | 1. Ten New Songs 2. Dear Heather 3. Old Ideas 4. You Want It Darker 5. Live in London 6. The Essential Leonard Cohen |
| 6      | KęKę                | 1. Nowe rzeczy 2. Trzecie rzeczy 3. To Tu 4. Mr KęKę 5. Siara 6. 04:01 |
| 6      | Sir Michu           | 1. Vanillahajs 2. Keptn’ 3. Skrrrt 4. Karmagedon 5. Disco Noir 6. Ka$ablanca |

### Wykonawcy z największą liczbą tygodni na pierwszym miejscu
| Liczba | Wykonawca          | Albumy z liczbą tygodni (chronologicznie) |
| ------ | ------------------ | --- |
| 53     | Kazik Staszewski   | - Yugoton (w ramach Yugoton) – 2 - Melodie Kurta Weill’a i coś ponadto – 1 - Salon Recreativo (w ramach Kultu) – 2 - Występ (w ramach Kazik na Żywo) – 3 - Czterdziesty pierwszy – 4 - Los się musi odmienić – 1 - Poligono Industrial (w ramach Kultu) – 7 - Hurra! (w ramach Kultu) – 3 - MTV Unplugged (w ramach Kultu) – 9 - Bar La Curva / Plamy na słońcu (w ramach Kazik na Żywo) – 3 - Prosto (w ramach Kultu) – 1 - Wstyd (w ramach Kultu) – 1 - Zaraza – 3 - Live Pol’and’Rock Festival 2019 (w ramach Kultu) – 2 - Ostatnia płyta (w ramach Kultu) – 2 - XLI (w ramach Kultu) – 2 - Po moim trupie – 1 - Kult Tenerife 29.11.2024 – 1 |
| 34     | Katarzyna Nosowska | - Yugoton (w ramach Yugoton) – 7 - Music Music (w ramach Hey) – 2 - UniSexBlues – 2 - MTV Unplugged (w ramach Hey) – 5 - Osiecka – 8 - Miłość! Uwaga! Ratunku! Pomocy! (w ramach Hey) – 1 - 8 – 3 - Basta – 1 - Poeci polskiej piosenki: Jeśli wiesz co chcę powiedzieć… – 2 - Męskie Granie 2019 (w ramach Męskie Granie Orkiestry 2019) – 3 |
| 33     | Ich Troje          | - Ad. 4 – 17 - Po piąte… a niech gadają – 12 - The Best of Ich Troje – 4 |
| 30     | Kult               | - Salon Recreativo – 2 - Poligono Industrial – 7 - Hurra! – 3 - MTV Unplugged – 9 - Prosto – 1 - Wstyd – 1 - Live Pol’and’Rock Festival 2019 – 2 - Ostatnia płyta – 2 - XLI (w ramach Kultu) – 2 - Kult Tenerife 29.11.2024 – 1 |
| 30     | Sanah              | - Królowa dram – 3 - Irenka – 5 - Uczta – 10 - Sanah śpiewa poezyje – 4 - Kaprysy – 5 - Pianinkowe kaprysy – 1 - Dwoje ludzieńków – 2 |
| 27     | Feel               | - Feel – 26 - Feel 2 – 1 |
| 26     | Dawid Podsiadło    | - Comfort and Happiness – 3 - Annoyance and Disappointment – 2 - Małomiasteczkowy – 7 - Leśna muzyka (live, czyli na żywo) – 3 - Męskie Granie 2021 (w ramach Męskie Granie Orkiestry 2021) – 2 - Lata dwudzieste – 5 - Przed i po – 1 - Tylko haj – 3 |
| 21     | Leonard Cohen      | - Ten New Songs – 11 - Dear Heather – 1 - Old Ideas – 3 - You Want It Darker – 2 - Live in London – 2 - The Essential Leonard Cohen – 2 |
| 20     | O.S.T.R.           | - Ja tu tylko sprzątam – 2 - Tylko dla dorosłych – 1 - Ostatnia szansa tego rapu (w ramach Tabasko) – 2 - Haos – 2 - Kartagina – 1 - Podróż zwana życiem – 1 - Życie po śmierci – 3 - W drodze po szczęście – 3 - Instrukcja obsługi świrów – 1 - Gniew – 1 - Hao2 – 1 - 042 requiem – 1 - Diaporama – 1 |
| 20     | Piotr Rubik        | - Rubikon – 7 - Psałterz wrześniowy – 12 - Habitat, moje miejsce na ziemi – 1 |
| 20     | Sting              | - Sacred Love – 1 - If on a Winter’s Night… – 5 - Symphonicities – 7 - The Last Ship – 1 - The Best of 25 Years – 6 |
| 18     | Ania Dąbrowska     | - Samotność po zmierzchu – 4 - Kilka historii na ten sam temat – 1 - W spodniach czy w sukience? – 4 - Ania Movie – 7 - Dla naiwnych marzycieli – 2 |
| 17     | Anna Maria Jopek   | - Nienasycenie – 6 - Upojenie – 6 - ID – 4 - Minione – 1 |
| 16     | Adele              | - 21 – 9 - 25 – 6 - 30 – 1 |